# 馬鈴薯條
薯條或炸薯条是一種把馬鈴薯切成條狀後油炸而成的食品，是最常見的快餐食品之一，流行於美國及歐洲等地。一些工业化生产的薯条则是由打碎的馬鈴薯泥压制成条状后油炸而成。除马铃薯外，番薯也可以用来制作薯条.
薯条是一种热食，其口感既可柔软、也可酥脆。人们通常作为主食在午餐或晚餐时进食薯条，可以单吃也可以用来配合肉类、蔬菜。也可以把它当作一种小吃，配以饮料或酒类。餐厅、快餐店、酒吧等场所皆有提供薯条，一般为咸味。在不同国家，人们也会搭配不同的酱料，如番茄酱、蛋黄酱、醋、番茄沙司和烧烤酱，还可以将酱料铺在薯条顶层，例如肉汁奶酪薯条或薯条配辣豆酱。在比利时、荷兰等西欧国家，薯条是一种重要的食物，餐厅均提供薯条为主食，薯条小吃店更是随处可见。在英国，炸鱼和薯条结合成一道融合料理炸鱼薯条，是常见的街边小吃。
自制薯条一般是将薯条放入190-200°C的热油中炸至金黄而成，大多数餐馆的薯条则是先用175°C左右的油炸（预炸），在薯条还未变黄前取出放凉，再用190-200°C的热油炸约一分钟即成（复炸）。除油炸外也可以使用烤炉或者空气炸锅制作薯条，这种变种不需要大量的食用油而比较健康，但口感不如油炸的酥脆。

## 名稱
薯條在世界各地有丰富多样的名称。在北美洲薯条称为French Fries或稱fries，在英国、愛爾蘭和大多數英聯邦國家稱为chips。在欧洲大陆，法国称薯条为frite，比利时和荷兰南部称薯条为friet、frieten、fritten，荷兰北部则会称之为patat（源于马铃薯的对应单词）。薯条应该叫friet还是patat是荷兰南北人民之间常见的争论话题。
托馬斯·杰斐遜於1802年在白宮舉行的晚宴上曾“以法國方式供應馬鈴薯”（potatoes served in the French manner）。“French Fries”這一表達首先出現在1856年的Cookery for Maids of All Work一書。
在20世紀初期，“French fried”這個名字開始用於其他食物，例如洋蔥圈、雞肉等等。

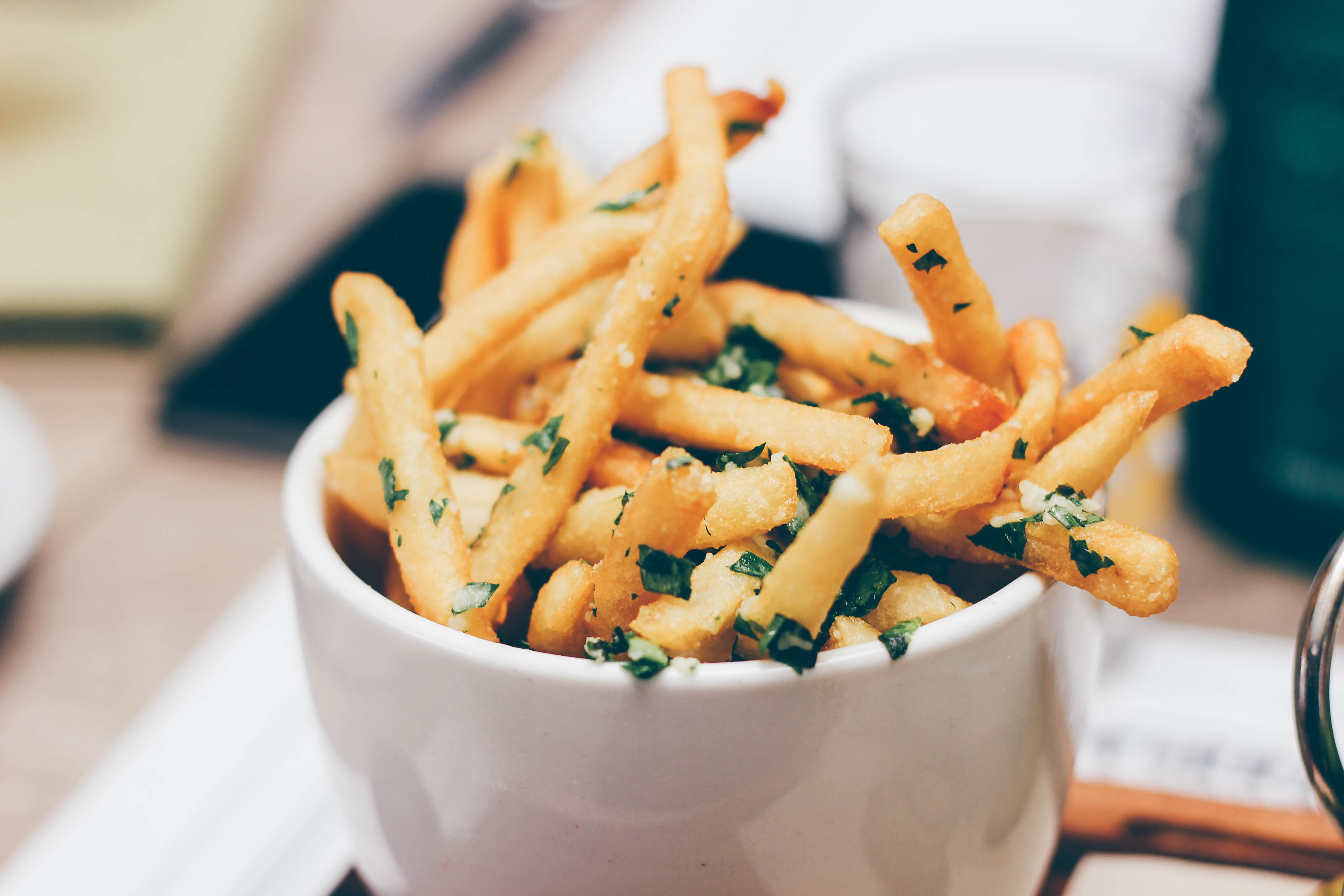
薯條

在常把薯條稱為“chips”的地方，“French fries”則指那些常出現在美式快餐廳較纖細的薯條。

## 歷史
根據文獻記載，最早的薯條記錄出現在1789年的巴黎新橋地区。薯條極有可能是在18世紀位於現今比利時所在之處南尼德蘭發明。

### 步入商业化
20世纪30年代，白城堡正在寻找搭配汉堡吃的小食，薯条就进入了商业化视野。40年代创立的麦当劳、In-N-Out和50年代的汉堡王，也延用了这种搭配。

### 标准化生产
麦当劳的薯条是93%动物油和7%植物油的油炸用油配方。麦当劳的薯条大获成功，并成为快餐行业标准。1960年之前，大多数餐厅都在使用植物油，通过氢化的方式延长使用期限。麦当劳的合作方Interstate Foods无力支付氢化设备，所以公司创始人决定大量加牛油，它带来的差异化显而易见：薯条更酥脆。
麦当劳扩张的时期，供应商只供应Russet品种的土豆，尽管经过无差别的浸泡和粗加工程序，品质还是不稳定。在上百万美元的投资和几百小时的实验后，麦当劳第一次确认：土豆需要储存3个礼拜，糖分才会转化成足够的淀粉。
接下来的标准化问题，需要覆盖到生薯条和餐厅油温控制上。麦当劳发现，当油温控制在最低点加三度的情况下，油炸效果最好。因此门店开始配备了电传感器，来保证这“加三度”的稳定性。这样的技术在之后也被应用在了麦乐鸡和麦香鱼的制作中。
进入60年代，麦当劳的薯条有了更多的新技术傍身。公司内部的食品科学家Ken Strong和研究学者Edwin Traisman将麦当劳的速冻薯条处理技术申请了美国国家专利（US3397993A），这是一种将生土豆条初步油炸出脆皮，然后迅速冷冻，再运往门店等待最后油炸制作。它可以在土豆丰收季节得到尽可能多和标准的高品质食材，同时极大的提升了门店效率，也奠定了薯条加工的重要环节标准。
在70年代，麦当劳的土豆供应商依旧在进行技术升级，蒸汽削皮机、土豆切割系统、以及缺陷部位自动清除设备让食材在加工环节的每一个链条都经历最高效的标准化处理。

### 配方调整
1990年之前，麦当劳長期使用以牛油为主的油炸用油。在1966年，Phil Sokolof创办了美国国家心脏拯救者联合会，开始正視胆固醇、饱和脂肪的問題，而麦当劳的薯条是該會主要的關切对象之一。麦当劳在1990年终于宣布放弃牛油，而使用100%混合植物油。
直到2004年，美国市场上薯条的反式脂肪占比仍高达21%。2007年，麦当劳正式公布了3.0版薯条，同样是植物油中炸製，但不再含有反式脂肪。

## 不同種類的薯條
- 格子炸洋芋；格仔薯條；格格脆薯塊 (英文: Waffle Fries)
- 比利時炸薯條  (英文: Belgian Fries)
- 薯球  (英文: Tater Tots)
- 標準傳統薯條  (英文: Standard Cut)
- 大蒜薯條  (英文: Garlic Fries)
- 圈圈薯條  (英文: Curly Fries)
- 鞋帶薯條  (英文: Shoestring/Matchstick)
- 波浪薯條  (英文: Crinkle-Cut)
- 起司薯條  (英文: Cheese Fries)
- 牛排薯條  (英文: Steak Fries)
- 地瓜薯條  (英文: Sweet Potato Fries)
- 馬鈴薯楔  (英文: Potato Wedges)
- 辣醬奶酪薯條  (英文: Chilli Cheese Fries)
- (美國北部和中北部)油炸馬鈴薯片  (英文: Cottage Fries)
- 膨脹馬鈴薯片  (英文: Pommes Soufflées)
- 旋轉薯塔  (英文: Potato Tornado)
- 微笑薯塊  (英文: Smiley Fries)

## 其他

### 無鹽薯條
在麥當勞點薯條時，可以要求不加鹽，雖然並非完全無鹽，但是因為麥當勞的薯條在油炸後會加入鹽巴再保存，所以要求無鹽的薯條等同於要求現炸。為了在處理過程中能保持同樣的色澤及口味，薯條內會添加酸式焦磷酸鈉等鹽類，確保薯條在經過冷凍後顏色不會轉灰。另外，無鹽與無言諧音，因此有無「言」薯條表達無言、說不出話的網路流行語產生。